# Masacre de Tchin-Tabaraden
La masacre de Tchin-Tabaraden ocurrió en mayo de 1990 en Níger y se refiere a la detención, tortura y asesinato de varios centenares de civiles tuareg por parte de las Fuerzas Armadas Nigerinas en Tchin-Tabaradene, Kao y In-Gall como respuesta al ataque de grupos tuareg a la comisaría, cárcel y oficina de correos de Tchin-Tabaraden en el que murieron varias personas el 7 de mayo de 1990. El gobierno de Níger admitió 70 muertes, las organizaciones internacionales calcularon el asesinato de unas 600 personas. Los tuaregs denuncian que fueron masacradas 1700 personas.
La indignación tuareg provocó la creación de dos grupos rebeldes el Frente de Liberación de l'Aïr y del Azawak y el Frente de Liberación Temoust dando inicio a lo que se conoce como la segunda rebelión tuareg en Níger y Malí.

## Ataque tuareg a la gendarmería de Tchin-Tabaraden
Los relatos de lo ocurrido en la noche del 7 de mayo de 1990 cuando un grupo de tuareg atacaron Tchin-Tabaraden. La versión tuareg asegura que un pequeño grupo de ishumar desarmados ocupó la gendarmería como protesta por el arresto de algunos de sus compañeros y que un guardia fue muerto por su propia arma durante la contienda. Según los relatos de los oficiales nigerinos tres grupos tuareg atacaron la prisión, la gendarmería y la oficina de correos con el resultado de tres seis muertos.

## Respuesta del ejército de Níger
Lo que sucedió posteriormente todavía no ha quedado esclarecido.
Según fuentes tuareg las Fuerzas Armadas Nigerinas arrasaron Tchin-Tabaraden y continuaron su embestida a ciegas en toda la región de Azawadh eliminando todos los campamentos nómadas que encontraron a su paso. Quienes estaban en los campamentos fueron enterrados, quemados vivos o despedazados. En Tasara fueron detenidas 25 personas y 24 de ellas fueron ahorcadas en la plaza pública, en Tillia se ejecutó públicamente a jóvenes tuareg; en Kao se destruyeron los campamentos tuareg, se asesinó a una docena de tuareg en Maradi y cientos más fueron eliminados en Tahoua.
El gobierno de Níger admitió 70 muertes, las organizaciones internacionales calcularon una 600 personas. Los tuaregs alegan que fueron masacradas 1700 personas.

## Consecuencias
A la revuelta tuareg de Níger se sumó también una revuelta tuareg en Malí siendo el inicio de lo que se conoce como la segunda rebelión tuareg en Níger y Malí. 
En el intento de calmar la situación el gobierno de Níger decidió celebrar una conferencia nacional (1991 - 1992). 
Los tuaregs participaron en esta conferencia, que llevó a nuevas negociaciones. La negociación no fue fácil. En agosto de 1992 en Agadés se arresto a numerosos tuareg. Entre los detenidos estaba Mohammed Moussa, que participaba en la Conferencia Nacional.